# Hapoel Ramat Gan
Hapoel Ramat Gan (Hebreeuws: מועדון כדורגל הפועל רמת-גן גבעתיים, Moadon Kaduregel Hapoel Ramat Gan Givatayim) is een voetbalclub uit Ramat Gan, Israël.
De club werd in 1927 opgericht door Joodse kolonisten ten tijde van het Britse Mandaat. Na de onafhankelijkheid van Israël werd de club een stichtend lid van de Liga Leumit (de toenmalige hoogste klasse).
Na enkele klasseringen in de middenmoot degradeerde de club in 1960 en keerde in 1963 terug om kampioen te worden en de hegemonie van Hapoel Petach Tikwa te verbreken. Dit was het hoogtepunt in de clubgeschiedenis, het volgende jaar zou Hakoah Ramat Gan de titel behalen en deze club duwde Hapoel naar de achtergrond en in 1969 degradeerde de club.
Van 1979 tot 1983 was er een jojo-effect, de club promoveerde en degradeerde twee keer op rij. In 1989 promoveerde de club opnieuw maar moest na één seizoen terugkeren naar de tweede klasse. Het zou het laatste optreden van de club in de hoogste klasse zijn tot de terugkeer in het seizoen 2008/09.
In de jaren 90 zakte de club zelfs naar de derde klasse weg en kon pas in 1999-00 terug naar tweede promoveren. In 2002/03 schreef de club nog eenmaal geschiedenis door de beker te winnen in de finale tegen Hapoel Beer Sheva, het was de eerste keer dat een club buiten de hoogste klasse de beker won. Dit betekende automatische kwalificatie voor de eerste ronde van de UEFA Cup. Hapoel moest tegen Levski Sofia spelen maar wegens veiligheidsoverwegingen mochten er geen Europese wedstrijden gespeeld worden in Israël en Hapoel speelde zijn thuiswedstrijd in Dunajská Streda, Slowakije voor amper 300 man. Hapoel verloor beide wedstrijden.
Het Europese voetbal was echter nefast voor de club die met een financiële kater bleef zitten en naar de derde klasse degradeerde. In 2005/06 begon de club met negen minpunten aan de competitie door de financiële problemen en kon maar op het nippertje een degradatie naar de vierde klasse vermijden. In 2007 promoveerde de club echter weer naar de tweede klasse en in 2008 volgende direct weer promotie naar de hoogste divisie. In 2013 werd voor de tweede keer de beker gewonnen maar degradeerde de club ook.

## Erelijst
- Landskampioen

1964
- Beker van Israël

2003, 2013

## Eindklasseringen vanaf 2000
| Seizoen | Competitie  | Niveau | Eindstand | Beker        | Opmerking                                       |
| ------- | ----------- | ------ | --------- | ------------ | ----------------------------------------------- |
| 1999/00 | Liga Artzit | III    | 1         | 8e ronde     |                                                 |
| 2000/01 | Liga Leumit | II     | 4         | 8e ronde     |                                                 |
| 2001/02 | Liga Leumit | II     | 10        | 8e ronde     |                                                 |
| 2002/03 | Liga Leumit | II     | 7         | winnaar      | < Hapoel Beër Sjeva: 1-1 n.v. (5-4 ns)          |
| 2003/04 | Liga Leumit | II     | 12        | 8e ronde     |                                                 |
| 2004/05 | Liga Artzit | III    | 8         | 9e ronde     |                                                 |
| 2005/06 | Liga Artzit | III    | 10        |              |                                                 |
| 2006/07 | Liga Artzit | III    | 1         | halve finale |                                                 |
| 2007/08 | Liga Leumit | II     | 6         | 8e finale    |                                                 |
| 2008/09 | Liga Leumit | II     | 4         | 9e ronde     |                                                 |
| 2009/10 | Ligat Ha'Al | I      | 14        | kwartfinale  | pd-wedstrijd > Hapoel Kfar Saba: 1-0            |
| 2010/11 | Ligat Ha'Al | I      | 16        | 8e ronde     |                                                 |
| 2011/12 | Liga Leumit | II     | 1         | 8e finale    | promotie play-off > Hapoel Bnei Lod: 2-0        |
| 2012/13 | Ligat Ha'Al | I      | 14        | winnaar      | < Hapoel Ironi Kiryat Shmona: 1-1 n.v. (4-2 ns) |
| 2013/14 | Liga Leumit | II     | 5         | 8e ronde     |                                                 |
| 2014/15 | Liga Leumit | II     | 6         | 7e ronde     |                                                 |
| 2015/16 | Liga Leumit | II     | 3         | 8e finale    |                                                 |
| 2016/17 | Liga Leumit | II     | 4         | halve finale |                                                 |
| 2017/18 | Liga Leumit | II     | 13        |              |                                                 |
| 2018/19 | Liga Leumit | II     | 8         |              |                                                 |
| 2019/20 | Liga Leumit | II     | 3         |              |                                                 |
| 2020/21 | Liga Leumit | II     | 6         | 8e finale    |                                                 |
| 2021/22 | Liga Leumit | II     | 12        | 7e ronde     |                                                 |
| 2022/23 | Liga Leumit | II     | 9         | 7e ronde     |                                                 |
| 2023/24 | Liga Leumit | II     | 11        | 8e ronde     |                                                 |
| 2024/25 | Liga Leumit | II     | 3         | kwartfinale  |                                                 |
| 2025/26 | Liga Leumit | II     | .         |              |                                                 |

## In Europa
Uitslagen vanuit gezichtspunt Hapoel Ramat Gan
| Seizoen | Competitie    | Ronde | Land               | Club             | Totaalscore | 1e W    | 2e W    | PUC |
| ------- | ------------- | ----- | ------------------ | ---------------- | ----------- | ------- | ------- | --- |
| 2003/04 | UEFA Cup      | 1R    | Vlag van Bulgarije | Levski Sofia     | 0-5         | 0-1 (T) | 0-4 (U) | 0.0 |
| 2013/14 | Europa League | 3Q    | Vlag van Portugal  | GD Estoril-Praia | 0-1         | 0-0 (U) | 0-1 (T) | 0.5 |

Totaal aantal punten voor UEFA coëfficiënten: 0.5
Zie ook
- Deelnemers UEFA-toernooien Israël
- Ranglijst van alle clubs die in de diverse Europa Cups zijn uitgekomen